# Rhaconotus rufiventris
Rhaconotus rufiventris är en stekelart som beskrevs av Chen och Shi 2004. Rhaconotus rufiventris ingår i släktet Rhaconotus och familjen bracksteklar. Inga underarter finns listade i Catalogue of Life.